# Carlos Quintana
Pour les articles homonymes, voir Quintana.
Carlos Quintana est un boxeur portoricain né le 6 novembre 1976 à Moca.

## Carrière
Passé professionnel en 1997, il devient champion du monde des poids welters WBO le 9 février 2008 après sa victoire aux points contre l'américain Paul Williams. Quintana perd le combat revanche dès le 1er round le 7 juin 2008 puis s'incline contre Andre Berto (champion WBC) en 2010 lors de son 3e championnat du monde. Il met un terme à sa carrière professionnelle en 2012 sur un bilan de 29 victoires et quatre défaites.